# Antonia Joy Wilson
Antonia Joy Wilson (Oxford, 1957) è una direttrice d'orchestra statunitense.

## Carriera
Allieva di Claudio Abbado (che la selezionò per un Master alla University of Southern California), direttrice 
di rilievo internazionale, ha collaborato nel corso della sua carriera con vari organici quali la Midland Symphony Orchestra, la Symphony Orchestra of Radio Television of Serbia, la Johnson City Symphony e la Colorado Symphony orchestra, con la quale ha debuttato.
Raro esempio di donna direttore d'orchestra negli USA (con Catherine Comet e Rachael Worby), ha diretto la Women Composers Orchestra, che esegue solo brani composti da donne